# Blau-Weiß Beelitz
Der Blau-Weiß Beelitz (vollständiger Name: Sportgemeinschaft Blau-Weiß Beelitz 1912/90 e. V.) ist ein Sportverein aus Beelitz im Landkreis Potsdam-Mittelmark. Die erste Fußballmannschaft der Frauen spielte von 2014 bis 2018 in der Regionalliga Nordost und nahm dreimal am DFB-Pokal teil. 

## Geschichte
Der Verein entstand im Jahre 1990 durch die Fusion der BSG Empor Beelitz und des ASV Beelitz und bietet die Sportarten Badminton, Fußball, Gymnastik, Handball, Kegeln, Rope Skipping, Tischtennis und Volleyball an. 
Den Fußballerinnen gelang im Jahre 2009 der Aufstieg in die viertklassige Brandenburgliga, wo die Mannschaft auf Anhieb Vizemeister hinter der dritten Mannschaft des 1. FFC Turbine Potsdam wurde. Im Jahre 2011 wurde Beelitz Brandenburger Meister, verzichtete aber auf die Aufstiegsrunde zur Regionalliga. Ein Jahr später verteidigte die Mannschaft ihren Titel und verzichtete erneut auf die Aufstiegsrunde. Im Jahre 2013 gewann Blau-Weiß schließlich ohne Punktverlust die dritte Landesmeisterschaft in Folge, scheiterte aber in der Aufstiegsrunde an der zweiten Mannschaft des LFC Berlin sowie dem MSV Wernigerode. 
Zwar verlor die Mannschaft 2014 das Endspiel um die Landesmeisterschaft gegen die Potsdamer Kickers, durfte aber aufgrund eines Verzichts der Kickers an den Aufstiegsspielen zur Regionalliga teilnehmen. Hier schlug Blau-Weiß den 1. FFC Saalfeld und stieg auf. In der ersten Runde des DFB-Pokals 2014/15 unterlag die Mannschaft dem FSV Gütersloh 2009 mit 0:8. Im Jahre 2018 stieg die Mannschaft als Tabellenletzter aus der Regionalliga ab.

## Erfolge
- Brandenburger Meister 2011, 2012, 2013
- Brandenburger Pokalsieger 2010, 2011, 2014

## Persönlichkeiten
- Leon Schaffran
- Madleen Wilder